# Jesús Castillo Huerta
Jesús María Castillo Huerta (13 de febrero de 1947-6 de julio de 2006) fue un reconocido pintor y dibujante mexicano de obras con perspectiva única y original que con el paso de los años han adquirido presencia e importancia para la ciudad de Guanajuato.   Dentro de sus cuadros, más que mostrarnos una simple imagen, vemos siempre historias que hacen volar la imaginación de la manera más extraordinaria y que reflejan sentimientos que han trascendido a más de 46 países. 

## Reseña biográfica
Nacido en la Ciudad de México, Jesús Castillo mostró desde su infancia gran interés por el dibujo y la pintura artística;  aunque en su carrera profesional eligiera formarse como diseñador gráfico,  determinó por convicción que dedicarse por completo al arte y la pintura, serían su más grande pasión, enfocándose principalmente a la corriente del hiperrealismo. 
Castillo siempre fue un hombre que practicara la sencillez como norma de vida, la cual fuera su mayor arma expresiva, así como su fuerza moral para decirle a todos, y a través de sus innovadoras técnicas (tinta sobre madera), su propia visión del mundo.  En sus obras se pueden observar las calles y los lugares más importantes de Guanajuato, como en la obra titulada "Corazón Cervantino de América: Guanajuato", que además presenta como anfitrión a la mayor figura representativa de esta ciudad: El Quijote.
Basándose en diversos pasajes de la historia, Jesús Castillo encontró al quijote como una figura constante para sus obras, presentando así sus ideales y andanzas.    Gracias a estos cuadros, el pintor mexicano se convirtió en todo un pionero en la pintura sobre madera de caoba, técnica que de modo autodidacta desarrolló desde los años 80s. 
Sin embargo, fue en los años 90s que encontrara en Guanajuato su lugar de inspiración. Ahí, sus quijotes han cabalgado y lo seguirán haciendo en las casas de los guanajuantentes, además de viajar a los rincones más íntimos de centenares de turistas en el mundo y que han sido cautivados por la singular sensibilidad de este artista y por su destreza técnica. Sus obras se encuentran actualmente en distintos países como Jerusalén, Pakistán, Holanda, Singapur, Finlandia, Austria, Polonia y Estados Unidos, entre otros. 
Actualmente, tras su fallecimiento, sus quijotes siguen cabalgando y permanecerán vigentes para todo aquel que posee sus cuadros, donde dejara muestra de su talento artístico.  Es así como Jesús Castillo seguirá viviendo a través de sus notables obras, las cuales se encuentran en el jardín de la unión, en la esquina del Museo Dieguino. 
- Datos: Q19844186